# Weikenreuth
Weikenreuth ist ein Gemeindeteil von Heinersreuth im oberfränkischen Landkreis Bayreuth in Bayern. Weikenreuth liegt in der Gemarkung Unterwaiz.

## Geografie
Der Weiler liegt am Dühlbach. Im Westen grenzt der Forst Neustädtlein an. Eine Gemeindeverbindungsstraße führt nach Unterwaiz zur Bundesstraße 85 (0,7 km nordöstlich).

## Geschichte
Weikenreuth gehörte zur Realgemeinde Unterwaiz. Gegen Ende des 18. Jahrhunderts bestand Weikenreuth aus 7 Anwesen. Die Hochgerichtsbarkeit stand dem bayreuthischen Stadtvogteiamt Bayreuth zu. Grundherren waren das Hofkastenamt Bayreuth (4 Halbhöfe, 1 Sölde) und das Hospital Bayreuth (1 Viertelhöflein, 1 Tropfgütlein).
Von 1797 bis 1810 unterstand der Ort dem Justiz- und Kammeramt Bayreuth. Mit dem Gemeindeedikt wurde Weikenreuth dem 1812 gebildeten Steuerdistrikt Altenplos und der Ruralgemeinde Unterwaiz zugewiesen. Am 1. Mai 1978 wurde Weikenreuth im Zuge der Gebietsreform in Bayern in die Gemeinde Heinersreuth eingegliedert.

### Einwohnerentwicklung
| Jahr      | 001819 | 001822 | 001861 | 001871 | 001885 | 001900 | 001925 | 001950 | 001961 | 001970 | 001987 |
| Einwohner | 46     | 44     | 57     | 48     | 50     | 55     | 50     | 84     | 65     | 39     | 18     |
| Häuser    |        | 8      |        |        | 8      | 10     | 8      | 9      | 11     |        | 6      |
| Quelle    | [ 9 ]  | [ 6 ]  | [ 10 ] | [ 11 ] | [ 12 ] | [ 13 ] | [ 14 ] | [ 15 ] | [ 16 ] | [ 17 ] | [ 1 ]  |

## Religion
Weikenreuth ist evangelisch-lutherisch geprägt und nach Dreifaltigkeitskirche (Neudrossenfeld) gepfarrt.